# Littlest Pet Shop (1995)
Littlest Pet Shop (A Loja dos Bichinhos (título em Portugal) ), é uma série animada baseada na franquia Littlest Pet Shop criada entre a Hasbro e sua filial Kenner Products. A série foi transmitida entre 1995 até 1996 e foi produzida pela Sunbow Entertainment. Em Portugal a série foi emitida na SIC no espaço infantil Buéréré em 1996.

## Enredo
A série narra as aventuras de um grupo de pequenos animais que vivem suas aventuras diárias em uma loja de brinquedos numa grande cidade. Juntos, eles se divertem, brincam e enfrentam problemas diferentes, tanto na loja durante seus passeios na cidade, onde eles têm a oportunidade de se interagir com outros cachorros pequenos.

## Dobragem Portuguesa
- Edwood - Ricardo Spinola
- Stu - Carlos Alberto Macedo
- Chloe - Ana Saltão
- Chet - Filipe Duarte
- Vivi - Paula Fonseca
- Dalila - Ana Saltão
- Direcção de dobragem: Rui de Sá
- Tradução: Cristina Bettencount
- Estúdio: Nacional Filmes[1]